# 幸福時光 (電影)
《幸福时光》是2000年一部中国电影，由张艺谋执导，赵本山、董洁领衔主演。影片取材于莫言的小说《師傅愈來愈幽默》。
影片在2000年上映后，又重新进行了补拍，对结局等进行了改动。

## 剧情
影片讲述了一位退休工人老赵（赵本山饰），去追求一个离过婚的胖女人（董立范饰），答应照顾其前夫的盲女（董洁饰）。老赵为了给无家可归的女孩一个安慰，便同自己的工友共同编造了一个善意的谎言……